# Публий Деций Муз (консул 279 пр.н.е.)
Вижте пояснителната страница за други личности с името Публий Деций Муз.
Публий Деций Муз (на латински: Publius Decius Mus; † 279 пр.н.е.) e политик на Римската република и римски консул през 279 пр.н.е.
Син е на Публий Деций Муз (консул 312 пр.н.е.) и внук на Публий Деций Муз (консул 340 пр.н.е.).
През 279 пр.н.е. той губи в битката при Аскулум против цар Пир. Както дядо си и баща си, той се саможертва в тази битка чрез devotio.